# Енфілд (Лондон)
Енфілд (англ. Enfield) — велика територія та район на півночі Лондона, Англія, 16,3 км на північ від Чарінг-Кросс. У 2018 році його населення становило 156 858 осіб. Включає райони Ботані-Бей, Брімсдаун, Буллс-Крос, Буллсмур, Буш-Гілл-Парк, Клей-Гілл, Крюс-Гілл, Енфілд-Хоуей, Енфілд-Лок, Енфілд-Таун, Енфілд-Вош, Форті-Гілл, Фрізівотер, Гордон-Гілл, Грейндж-Парк, Гедлі-Вуд, Ponders End і World's End.
На південь від кордону графства Хартфордшир і автомагістралі M25 межує з Волтем-Кросом на півночі, Вінчмор-Хілл і Едмонтоном на півдні, Чінгфордом і Волтемським абатством через річку Лі, на сході та північному сході, з Кокфостерсами, Монкен-Гедлі та Оквуд на захід.
Історично старовинна парафія в Едмонтонській сотні Міддлсекса, отримала статус міського округу в 1894 році та статус муніципального району в 1955 році. У 1965 році об'єднався з муніципальними районами Саутгейт і Едмонтон, щоб створити Лондонський район Енфілд, місцевий урядовий район Великого Лондона, адміністративним центром якого є Енфілд.

## Історія

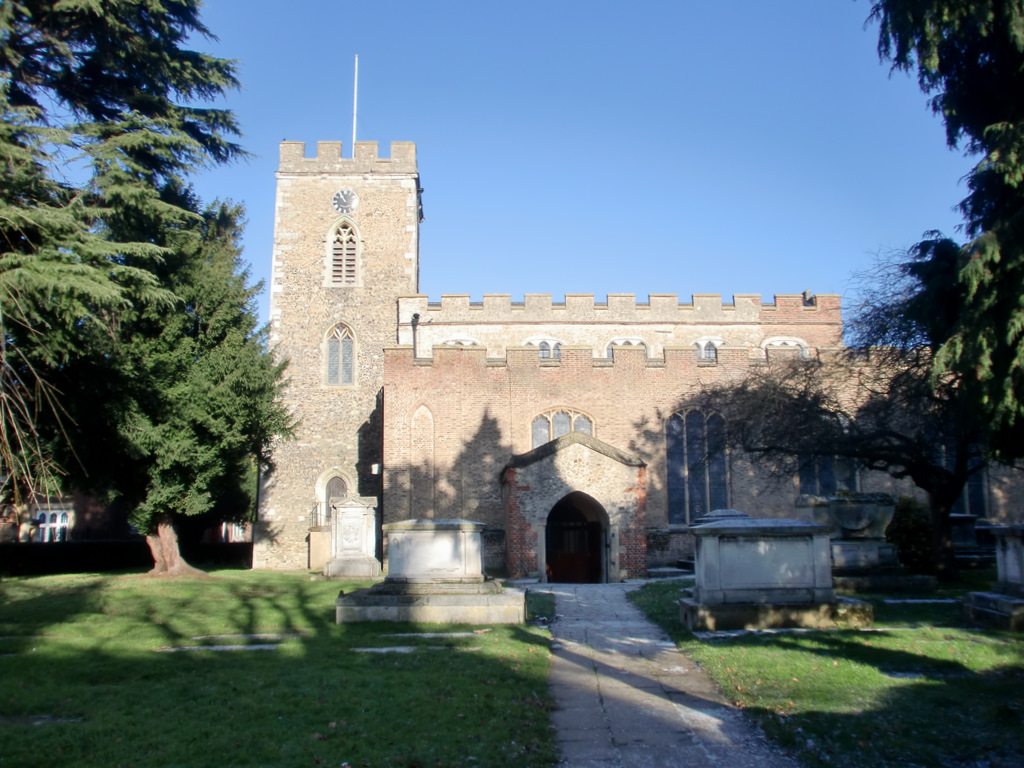
Парафіяльна церква Святого Андрія, Енфілд Таун

В англосаксонські часи маєтком Енфілд володів Ансгар Сталлер (прибл. 1025—1085), дворянин і сталлер короля Едуарда Сповідника (1042—1066 рр.). Назва «Енфілд», швидше за все, походить від давньоанглійського Ēanafeld або подібного, що означає «відкрита земля, що належить людині на ім'я Ēana». Під час Книги Страшного суду в 1086 році маєток Енфілд, що пишеться як «Енфельде», був власністю Джефрі де Мандевіля, могутнього нормана, якому Вільгельм Завойовник надав великі маєтки. У Книзі Судного дня зазначено, що священник тримав близько 30 акрів землі в Енфілді, що спонукає деяких вважати, що священник міг служити там у церкві Святого Андрія в цей період, хоча найдавніші письмові свідчення парафіяльної церкви в Енфілді датуються коли парафія Енфілда (присвячена святому Андрію) і церква Святого Андрія були передані монастирю Уолденського абатства в Ессексі в 1136 році. У 1303 році грамотою короля Едуарда I дворянину Гемфрі де Богуну та його спадкоємцям було надано дозвіл на проведення щотижневого ринку та двох щорічних ярмарків, одного в день святого Андрія, а другого у вересні. Сільська зелень перетворилася на ринок, зробивши місто Енфілд (також відоме нині як Енфілд-Таун), яке є центром парафії, ринковим містом. Парафія була найбільшою в Міддлсексі (якщо виключити з парафії Харроу-он-Хілл її північно-західний кут Піннер, який відколовся в 1766 році); Енфілд вимірював 12460 акрів у 1831 році, тобто 19,5 квадратної милі (51 км2).

## У масовій культурі
Енфілд і його годинникова вежа є важливими місцями в молодіжному романі Тари Сім «Хранитель часу» 2016 року.
Енфілдський полтергейст (твердження про ймовірну діяльність полтергейсту в Брімсдауні, Енфілд між 1977 і 1999 роками) був драматизований у фільмі жахів 2016 року «Закляття 2». Ця історія також привернула увагу преси в британських газетах і була згадана в книгах, телевізійних і радіодокументальних фільмах.